# Erik Stolhanske

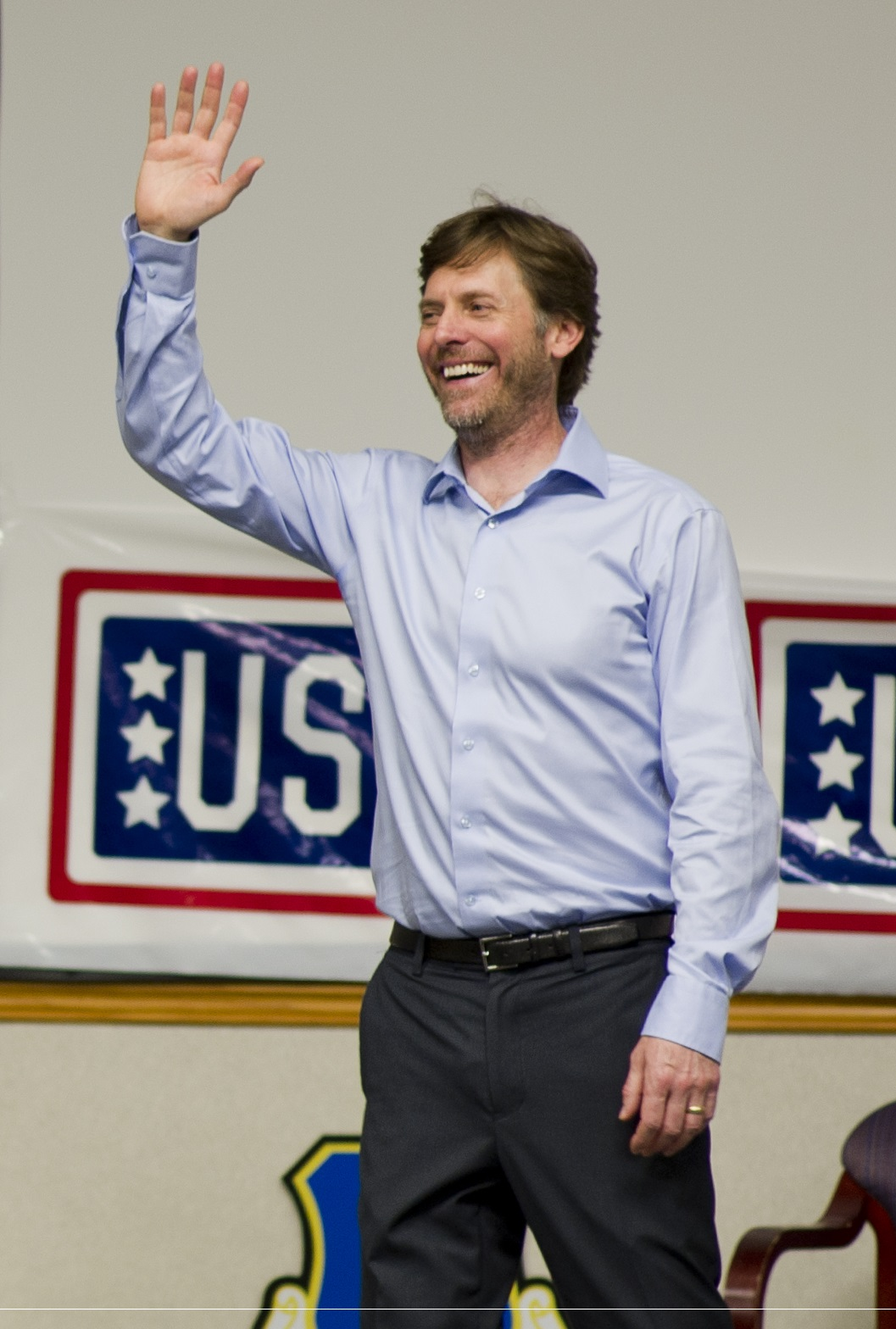
Erik Stolhanske (2015)

Erik Stolhanske (* 23. August 1968 in Minneapolis, Minnesota) ist ein US-amerikanischer Schauspieler, Drehbuchautor, Produzent und Mitglied der Comedy-Gruppe Broken Lizard.

## Leben
Er graduierte an der Breck School, danach an der Colgate University. An der Colgate University war er zusammen mit den anderen späteren Broken-Lizard-Mitgliedern Teil der Comedy-Truppe Charred Goosebeak.

## Trivia
- Sein Nachname „Stolhanske“ ist norwegisch und bedeutet übersetzt „Stuhlhandschuh“.

## Filmografie
- 1996: Puddle Cruiser – Drehbuch (im Team), Freaky Reaky
- 2001: Super Troopers – Die Superbullen – Drehbuch (im Team), Rabbit
- 2002: Super süß und super sexy – Sanitäter
- 2004: Club Mad – Drehbuch (im Team), Sam
- 2005: Ein Duke kommt selten allein – Campus Cop #2
- 2006: Bierfest – Drehbuch (im Team), Todd Wolfhouse
- 2007: Watching the Detectives – Regie und Drehbuch, Jason
- 2009: The Slammin’ Salmon – Drehbuch (im Team), Guy
- 2018: Super Troopers 2